# Kingdom Hearts III
Kingdom Hearts III (キングダムハーツIII) es un videojuego de tipo ARPG desarrollado por Square Enix y que fue publicado por la misma empresa para las consolas PlayStation 4 y Xbox One. Fue anunciado en el E3 2013, y en la D23 Expo 2017 se confirmaría su fecha de lanzamiento para 2018.
Sin embargo, durante el E3 2018, Square Enix anunció que esta tercera entrega de la saga sería lanzada el 25 de enero de 2019 en Japón y el 29 de enero del mismo año en el resto del mundo.
Este es el primer título de la franquicia en ser lanzado para más de una plataforma abandonando así la exclusividad de un mismo título para cada consola. Asimismo, Tetsuya Nomura, director del título, no descarta la posibilidad de portar el juego para Nintendo Switch después de que las dos primeras versiones hayan sido lanzadas y completados sus DLCs.
El juego cuenta de nuevo una aventura de Sora acompañado de sus amigos Donald y Goofy a través de mundos basados en películas de Disney combatiendo a los Sincorazón e Incorpóreos. El juego también marca el debut de apariciones de personajes y mundos de películas de Pixar en la franquicia.
El título usa el motor Unreal Engine 4 y fue desarrollado en noviembre de 2018. El juego fue lanzado a inicios de 2019. En 23 de enero de 2020 para PlayStation 4 y el 25 de febrero para Xbox One se lanzó el DLC Kingdom Hearts III Re Mind.
El 30 de marzo de 2021 salió oficialmente el juego para PC junto con su DLC, desde la tienda de Epic Games Store. Tras el anuncio de la llegada de Sora en Smash Bros, se anunció el lanzamiento de Kingdom Hearts III (Cloud Version) junto a sus entregas anteriores.

## Historia
Kingdom Hearts III inicia justamente después de Kingdom Hearts 3D: Dream Drop Distance. Ambos títulos están entrelazados por el breve capítulo Kingdom Hearts 0.2 Birth By Sleep -A Fragmentary Passage- que muestra los eventos que suceden al título para Nintendo 3DS. Riku, nombrado ya Maestro de la Llave Espada, parte con Mickey en búsqueda de la Maestra Aqua al Reino de la Oscuridad. Mientras, Kairi es enviada con el mago Merlín a entrenar con Lea en el manejo de la Llave Espada.
Más tarde aparece Sora, quien aún no revela sus quehaceres anteriores. El Maestro Yen Sid explica la situación actual a Sora, Donald y Goofy y, finalmente, les envía juntos a primero recuperar las fuerzas que Sora perdió durante su examen gracias a la emboscada de Xehanort. A continuación, Sora tendrá que enfrentarse a la Nueva Organización XIII a lo largo de su trayecto.
Sora, Donald y Goofy saldrán en búsqueda de la Llave para Devolver Corazones y concentrarán sus esfuerzos en prepararse para la gran batalla contra el Maestro Xehanort y su Nueva Organización XIII. Por su parte, el Rey Mickey y Riku son enviados a localizar a los Maestros Perdidos y rescatar a Aqua.

## Mundos
Estos son los mundos visitables en Kingdom Hearts III:
- El Olimpo: mundo de la película Hércules.[5]
- Villa Crepúsculo: mundo perteneciente a la serie Kingdom Hearts.
- Torre de los Misterios: mundo de la película Fantasía.[4]
- Reino de Corona: mundo de la película Enredados.[6]
- Caja de Juguetes: mundo de la serie de películas Toy Story.[7]
- Monstruopolis: mundo de la película Monsters, Inc..[8]
- Arendelle: mundo de la película Frozen.[9]
- San Fransokyo: mundo de la película Big Hero 6.[10]
- El Caribe: mundo de la película Piratas del Caribe: En el Fin del Mundo.[11]
- Bosque de los 100 Acres: mundo de las historias de Winnie the Pooh.[12]
- Necrópolis de llaves espada: mundo perteneciente a la serie Kingdom Hearts.
- Scala ad Caelum: mundo perteneciente a la serie Kingdom Hearts.
- El mundo final:  mundo perteneciente a la serie Kingdom Hearts.